# Celeste Maloy

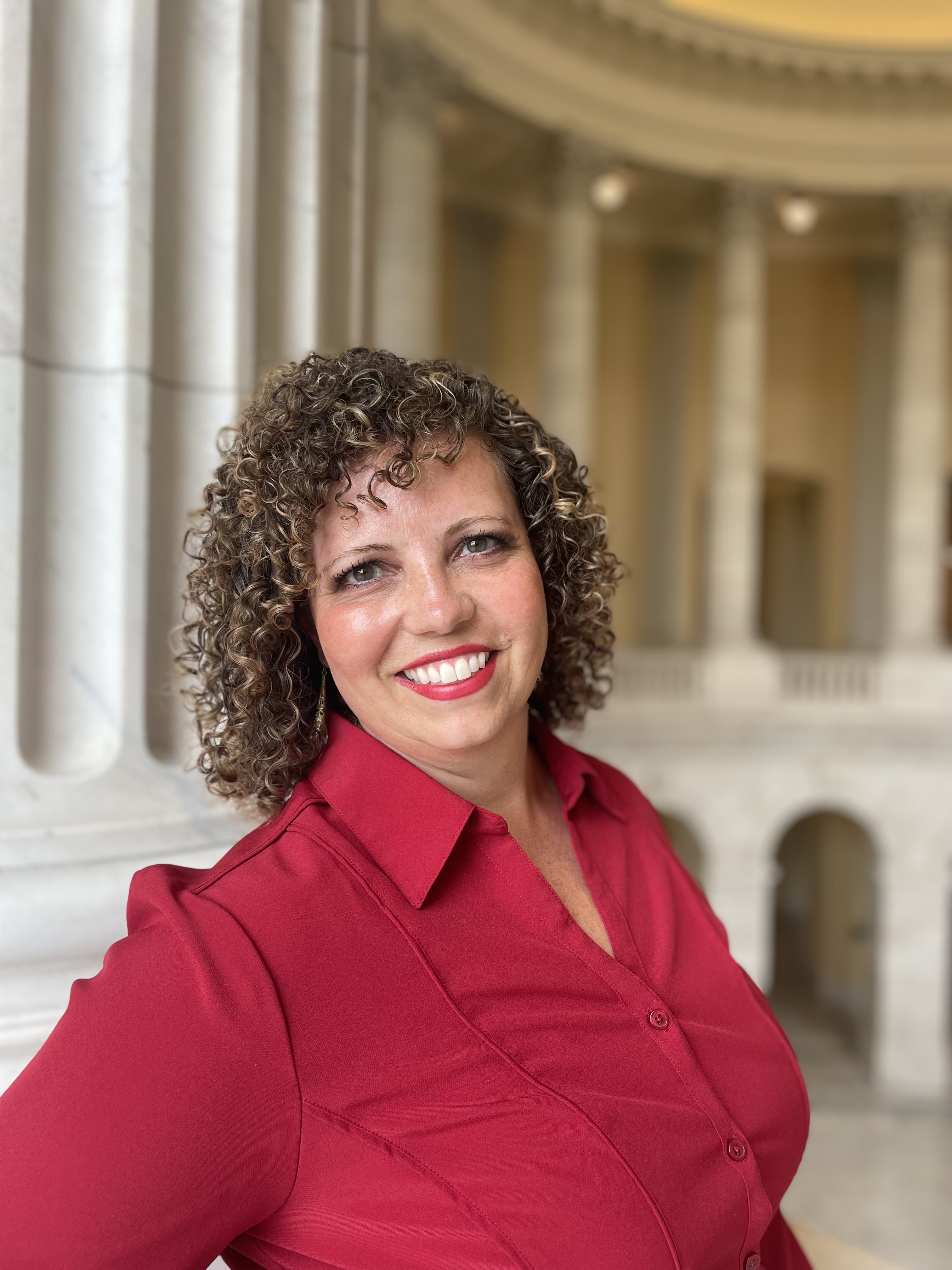
Celeste Maloy, 2023

Celeste Maloy (* 22. Mai 1981 in Cedar City, Utah) ist eine US-amerikanische Politikerin der Republikanischen Partei. Sie wurde im November 2023 in einer Nachwahl in das Repräsentantenhaus der Vereinigten Staaten gewählt. Sie vertritt den 2. Kongresswahlbezirk des Bundesstaates Utah.

## Leben
Maloy wuchs in Nevada auf und ist, ebenso wie ihre Familie, Mitglied der Kirche Jesu Christi der Heiligen der Letzten Tage. Sie erwarb 2003 einen Bachelor in Landwirtschaft an der Southern Utah University. Sie arbeitete zunächst mehrere Jahre als Beraterin für Farmer in Utah. Nachdem sie ein Rechtsstudium abgeschlossen hatte, arbeitete sie als Anwältin im Bereich Boden und Wasser für verschiedene Organisationen und Counties. Sie beschäftigte sie sich insbesondere mit Themen des Landes in Bundesbesitz, das in Utah einen großen Anteil des Fläche ausmacht. Zuletzt war sie Mitarbeiterin des republikanischen Abgeordneten Chris Steward.

## Politik
Chris Steward erklärte 2023 seinen Rücktritt und machte deshalb eine Nachwahl nötig. Celeste Maloy trat in der republikanischen Vorwahl an. Sie wurde von Chris Steward unterstützt. Sie gewann die Vorwahl mit 38,8 % der Stimmen gegen zwei weitere Bewerber. Ihre Wähler kamen aus den ländlichen Teilen des Wahlbezirks. In der allgemeinen Nachwahl am 21. November 2023 setzten sie sich mit 56,4 % der Stimmen gegen die Kandidatin der Demokraten Kathleen Riebe durch.
Celeste Maloy trat bei der Wahl 2024 zur Wiederwahl für ihre erste vollständige Legislaturperiode im Repräsentantenhaus des 119. Kongresses an. Beim Nominierungsparteitag der Republikanischen Partei von Utah im April unterlag sie überraschend dem von Senator Mike Lee unterstützten Herausforderer Colby Jenkins mit 57 % zu 43 %, konnte sich aber für die Vorwahl qualifizieren. Lee hatte den Armee-Veteranen Jenkins Unterstützung, nachdem Malloy für eine Verlängerung des Foreign Intelligence Surveillance Act gestimmt hatte. Sie konnte sich noch kurz vor der Vorwahl die Unterstützung von Donald Trump sichern, bevor sie die Vorwahl zunächst mit 176 Stimmen Vorsprung (0,2 %) für sich entscheiden konnte. Jenkins beantragte eine Nachzählung und legte Klage ein, da seiner Ansicht nach 1171 Briefwahlstimmen unrechtmäßig nicht berücksichtigt worden seien. Die Nachzählung bestätigte ihren knappen Sieg in der Vorwahl und der Utah Supreme Court wies sieben Wochen nach der Vorwahl die Klage ab. Die Hauptwahl im November 2024 entschied Malloy dann gegen den Demokraten Nathaniel Woodward und zwei weitere Kandidaten mit 58 % für sich. Maloys aktuelle Legislaturperiode im 119. Kongress dauert damit bis zum 3. Januar 2027